# Гнатив, Тамара Франковна
Тама́ра Фра́нковна Гна́тив (укр. Тамара Франківна Гнатів; 23 мая 1935, Львов — 22 мая 2025) — украинский музыковед, педагог, кандидат искусствоведения, доктор философии музыки, профессор.

## Биографические сведения
В 1953 году окончила Львовскую среднюю специальную музыкальную школу-десятилетку (класс фортепиано К. Донченко).
В 1958 году окончила Львовскую государственную консерваторию им. Н. В. Лысенко по специальностям история музыки (класс профессора А. Н. Котляревского) и теория музыки (класс профессора С. П. Людкевича).
В 1970 году окончила аспирантуру при Киевской государственной консерватории. Защитила кандидатскую диссертацию «В. Фемелиди и становление украинской советской оперы и балета в 20-х годах XX века» (научный руководитель — Ефремова Л. П.).
Преподавала во Львовском педагогическом училище (1957—1961), музыкальном училище (1961—1966) и Консерватории (1975—1976).
С 1970 — старший преподаватель кафедры истории зарубежной музыки Киевской государственной консерватории (с 1973 года — доцент, с 1993 года — профессор). В 1979—1990 — декан факультета повышения квалификации при Киевской консерватории.
С 2008 — доктор философии искусства.
Умерла 22 мая 2025 года в возрасте 89 лет, накануне своего 90-летнего юбилея.

## Научная, педагогическая и общественная деятельность
Научные интересы охватывают широкий круг проблем — от классической зарубежной и украинской музыки — к современной. Главным принципом — приоритет нового: малоразработанные исторические, стилевые и жанровые явления, забытые творческие фигуры, неизвестные музыкальные произведения. При участии Т. Ф. Гнатив впервые в отечественном музыковедении осуществлены издания музыкального путеводителя «Камерная музыка О.Мессиана», Духовных концертов А. Веделя. Т. Ф. Гнатив — постоянная участница отечественных и международных конференций, фестивалей, автор монографий, многочисленных статей в национальных и зарубежных научных, энциклопедических, периодических изданиях, предисловий к нотным и аудио изданиям. Разработала курс истории зарубежной музыки XX века (спецкурс для историко-теоретического и композиторского факультетов и общий курс для исполнительских специальностей). Автор первого на Украине учебника для высших и средних музыкальных учебных заведений «Французская музыкальная культура рубежа XIX—XX веков» (1993). В Национальной музыкальной академии им. П. И. Чайковского читала спецкурс по истории зарубежной музыки XX века, под её руководством были защищены больше 50-ти дипломных и магистерских работ, 15 кандидатских диссертаций.
С 1987 — член Национального союза композиторов Украины. Выступала с публичными лекциями, автор радио- и телепередач.
Среди учеников (специалисты и магистры): А. Лобанов, О. Гордийчук, М. Коваль, Н. Голинская, О. Юдина-Савицкая, Н. Цигановская, А. Калениченко, В. Павленко, О. Рынденко, А. Ризаева, Ю. Бентя, Н. Авраменко, Д. Полячек.
Авторы кандидатских диссертаций, написанных под руководством Т. Ф. Гнатив: В. Павленко, Л. Пинкош, Т. Невенчанная, Т. Рощина, М. Петриченко, В. Клименко, П. Шиманский, Л. Ивченко, И. Татаринцева, Т. Мазепа, О. Корчёва, Р. Станкович-Спольская, О. Петрова, О. Казаринова, О. Григоренко.

## Звания и награды
- Заслуженный деятель искусств Украины (2008)
- Лауреат Премии им. Н. В. Лысенко (2011)

## Публикации

### Монографии
1. Володимир Фемеліді. — К.: Музична Україна, 1974.
2. Музична культура Франції рубежу XIX—XX століть / Навчальний посібник для музичних вузів. — К.: Музична Україна, 1993.

### Научные статьи
1. Мирослав Скорик // Українське музикознавство. Вип. 3 / Щорічна зб. наук. праць. — К., 1968.
2. Проблема опери в українській журнальній періодиці 20-х рр. // Українське музикознавство. Вип. 5 / Щорічна зб. наук. праць. — К., 1969.
3. Співець буремних років / До творчого портрета Володимира Фемеліді // Музика, 1970. — № 4.
4. Революційні пісні в творчості В. Фемеліді // Народна творчість та етнографія, 1971. — № 2.
5. Беклемишев Г. Н. // Музыкальная энциклопедия. Т. 1. М.: Советская энциклопедия, 1973.
6. Зрілість / До 60-річчя Київської консерваторії // Україна: Наука і культура. — К.: Вид. АН УССР, т-ва «Знання», 1973.
7. Моріс Равель / Післямова // Ролан-Манюель. Моріс Равель. — К.: Музична Україна, 1975.
8. Революційна пісня в творчості А. Онеггера // Матеріали Республіканської науково-методичної наради аспірантів вузів культури і мистецтва. — Одеса, 1978.
9. Геннадій Ляшенко / Буклет. — К.: Музична Україна, 1984.
10. Провідна тема — сучасність / Інтерв’ю з Г. Ляшенком // Музика, 1987. — № 6.
11. Становлення українського радянського музичного театру і творчість В. Фемеліді // Актуальні проблеми радянської музичної культури. Наук. зб. — К., 1987.
12. Верфель Ф. Верді / Коментарі та словник музичних термінів. — К.: Дніпро, 1988.
13. Становление украинского музыкального театра и личность В. Фемелиди // Материалы научной конференции к 100-летию И. Соллертинского. — Новосибирск, 1989.
14. «Наймичка» М. Веріківського на оперній сцені і в кіно // Український театр, 1989.
15. Український солоспів в його історичному розвитку // Наукова збірка Краківської академії музики. — Краків, 1995.
16. Матіас Стабінгер. Шість секстетів // Українсько-німецька наукова збірка. — К., 1996.
17. Дні музики у Кракові // Музика, 1997. — № 5.
18. Фестиваль у Кракові // Арт-Лайн, 1997. — № 9.
19. Ріхард Штраус і Клод Дебюссі (Єдність і боротьба протилежностей) // Науковий вісник НМАУ ім. П. І. Чайковського. — К., 1997.
20. Спогади про Д. Шостаковича // Д. Шостакович і Україна (до 90-річчя Д. Шостаковича) / Науковий вісник НМАУ ім. П. І. Чайковського. — К., 1997.
21. Ф. Пуленк. Stabat mater (Своєрідність прочитання композитором середньовічної секвенції) // Музика і біблія / Науковий вісник НМАУ ім. П. І. Чайковського. Вип. 4. — К., 1999.
22. Солоспіви Д. Січинського в контексті західноєвропейської камерно-вокальної музики рубежу XIX—XX ст. // Musica Galiciana. — Жешув, 1999 (Польща).
23. Горовець М. «Агнес Сорель» (З колекції замку в Ланьцюті) // Musica Galiciana. — Жешув, 2000 (Польща).
24. Т. Падурра — українсько-польський бард XIX ст. // Науковий вісник НМАУ ім. П. І. Чайковського. — К., 2001.
25. Т. Падурра — українсько-польський бард XIX ст. // Збірка матеріалів міжнародної конференції. — Краків, 2001.
26. Володимир Фемеліді // Німецька музична енциклопедія. — Мюнхен, 2002.
27. Гастрольна Одіссея Львівського державного академічного театру опери та балету ім. С. Крушельницької // Musica Galiciana. T. YII — Rzezzow, 2003.
28. Традиції Г. Берліоза у французькій музиці рубежу XIX—XX ст. // К., 2003.
29. Опера Б. Бартока «Замок Герцога Синя Борода» на перехресті культур // К., 2003.
30. Володимир Фемеліді — випускник Одеської консерваторії //Трансформація музичної освіти і культури в Україні: Матеріали науково-творчої конференції до 90-річчя Одеської консерваторії. — Одеса, 2004.
31. Композитор-реформатор // Музика. — 2005. — № 3. — С. 24-25. (До сторіччя Фемеліді).
32. Історія одного листа // Науковий вісник НМАУ ім. П. І. Чайковського. Вип.66. Шостакович та XX сторіччя: До 100-річчя від дня народження: Збірка статей — Київ, 2007.
33. Слово про театр// Музична україністика: сучасний вимір. Вип.2: Збірка наукових статей на пошану доктора мистецтвознавства, професора, члена-кореспондента Академії мистецтв України Алли Терещенко. — Київ — Івано-Франківськ: Видавець Третяк І. Я., 2008.
34. «Цвінгбург» Ернста Кренека і деякі тенденції музичного театру перших десятиліть XX століття// Науковий вісник НМАУ ім. П. І. Чайковського. — Київ, 2010. — Вип.89: Современный оперный театр и проблемы опероведения. Марине Романовне Черкашиной-Губаренко посвящается. Сборник статей.
35. Фридерик Шопен і Клод Дебюссі: парадигма духовного зв’язку// Часопис Національної музичної академії України ім. П. І. Чайковського: Науковий журнал. — Київ, 2010. — № 4 (9).

### Материалы к нотным и аудио-изданиям
1. Л. Яначек. «Симфонієтта» / Передмова. — К.: Музична Україна, 1978.
2. М. Равель. «Вальс» і «Болеро» / Передмова. — К.: Музична Україна, 1980.
3. Роберт Шуман і його фортепіанна творчість / Передмова. — К.: Музична Україна, 1981.
4. Фортепіанна творчість Миколи Колесси / Передмова. — К.: Музична Україна, 1984.
5. Виолончельные сонаты А. Вивальди / Аннотация к пластинке. — Фирма «Мелодия», 1985.
6. Артем Ведель. Духовні концерти / Путівник. — Республіканський Будинок органної та камерної музики. — К., 1987.
7. «Ювілейна симфонія» В. Фемеліді. Партитура / Передмова. — К.: Музична Україна, 1988.
8. Фортепіанна творчість Л. Ревуцького / Передмова. — К.: Музична Україна, 1988.
9. О. Мессіан. Камерна музика / Путівник. — Республіканський Будинок органної та камерної музики. — К., 1988.

### Научно-методические издания
1. Програма із зарубіжної музичної літератури для музичних училищ України. — Навчально-методичний кабінет Міністерства культури України. — К., 1981.
2. Історія зарубіжної музики (з 90-х років XIX століття і до наших днів): Робоча програма для студентів спеціальності 6.020205 — «Музичне мистецтво», спеціалізації музикознавство. — НМАУ ім. П. І. Чайковського. — К., 2005. (Разом з В. Б. Жарковою).